# Vyznání (svatý Augustin)
Vyznání (latinsky Confessiones) je název jednoho z hlavních děl sv. Augustina, jež napsal mezi lety 397–398. Vyznání jsou poměrně rozsáhlým filosoficko-autobiografickým spisem o 13 knihách, v nichž autor (tehdy již hipponský biskup) líčí své bolestné hledání moudrosti a cestu ke křesťanské víře (knihy I-IX) a zamýšlí se nad otázkami paměti (X), času (XI), smyslu starozákonní knihy Genesis a soupodstatností Trojice (XII-XIII).

## Ukázka
(Kniha X, hlava VI; přeložil Mikuláš Levý)
Mé svědomí není zmítáno pochybnostmi, nýbrž je zcela jisté, že Tě miluji, ó Pane! Svým slovem jsi zranil mé srdce a já Tě miluji. Avšak i nebe, země a vše, co je na nich, ze všech stran mne vyzývají, abych Tě miloval a neustále to opakují všem, takže nemají výmluvu. Ve větší míře se smiluješ nad tím, nad kým se smilovat chceš a slituješ se nad tím, nad kým se slitovat chceš, jinak by totiž nebe i země zvěstovaly Tvou chválu hluchým. Co však miluji, miluji-li Tebe? Ne tělesnou podobu, ani pomíjející půvab, ani lesk světla očím tak milý, ani sladkou melodii různých zpěvů, ani libou vůni květin, mastí a voňavek, ani manu a med, ani svůdné tělesné objetí.
Když miluji svého Boha, nemiluji žádnou z těchto věcí. A přece, když miluji svého Boha, miluji jakési světlo, jakýsi hlas, jakousi vůni, jakýsi pokrm a jakési objetí. Světlo, hlas, vůni, pokrm, objetí svého nitra, kde mé duši září, co žádný prostor nepojme, kde zaznívá, co žádný čas neodnese, kde voní, co žádný vítr nerozpráší, kde chutná, co požíváním neubývá, kde je spojeno, co přesycenost neodmítá. Právě to miluji, když miluji svého Boha. A co je to vlastně? Tázal jsem se Země a ona řekla: "Já to nejsem." A vše, co je na ní, vyznalo totéž. Tázal jsem se moře a propastí a živočichů tam žijících. Odvětili: "Nejsme Tvým Bohem, hledej ho nad námi!" Tázal jsem se vanoucích větrů a celé ovzduší se svými obyvateli mi odpovědělo: "Anaximenes se mýlí, nejsem Bohem." Ptal jsem se nebe, slunce, měsíce a hvězd. A řekly: "Ani my nejsme Bohem, jehož hledáš."

## Česká vydání
- Svatého Augustina Vyznání kněh třináctero, přeložil Jan Herčík, 1858, dostupné online.
- AUGUSTIN, Vyznání. Přeložil Mikuláš Levý. Praha: Kalich 1990, 1992, 1997, 1999.
- AUGUSTINUS, Aurelius. Vyznání. Z latinského originálu vydaného 1861 péčí L.J. Martina přeložil a poznámkami doprovodil Antonín Burda, 1979. [Praha]: Edice Expedice, 1980. 2 sv., 402, 277 s. Samizdat.
- Svatý Augustin, Vyznání. Přeložili Ondřej Koupil (knihy X-XIII), Marie Kyralová a Pavel Mareš (knihy I-IX). Kostelní Vydří: Karmelitánské nakladatelství 2015, 444 stran.

## Ohlasy
Příběh z Augustinových Vyznání o tom, jak v šestnácti letech ukradl hrušky, se stal námětem pro píseň St. Augustine's Pears od křesťanské rockové skupiny Petra. Píseň vyšla roku 1998 na albu God Fixation.